# Championnats du monde de tir 1921
Navigation
Édition précédente Édition suivante
Les championnats du monde de tir 1921, dix-neuvième édition des championnats du monde de tir, ont eu lieu à Lyon en 1921.